# Polish Boy

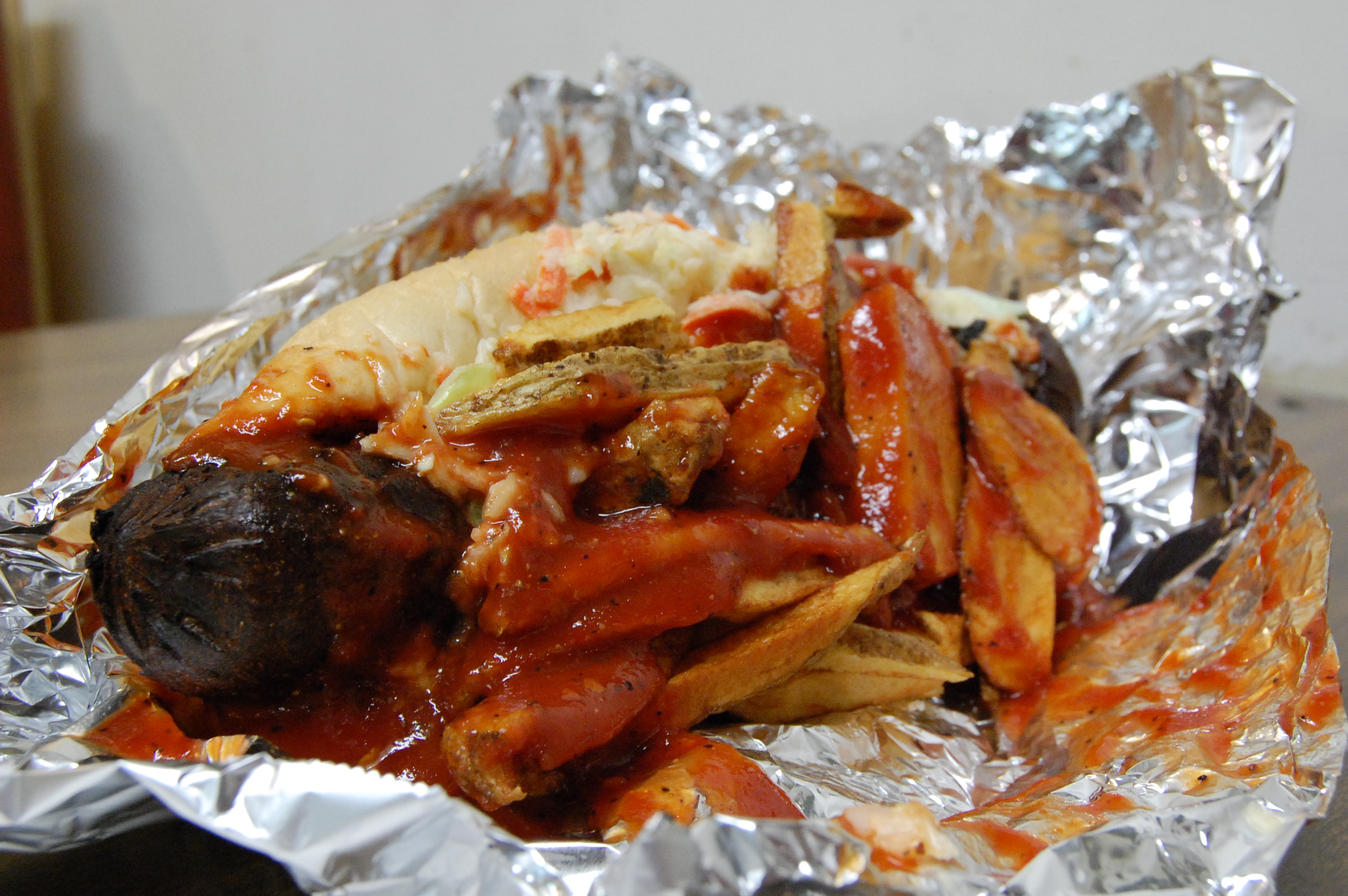
Polish Boy.

Le Polish Boy (littéralement « garçon polonais ») est un sandwich à la saucisse originaire de Cleveland, dans l'Ohio.
Il se compose de kiełbasa (généralement grillée) placée dans un petit pain et recouverte d'une couche de frites, d'une couche de sauce barbecue (ou de sauce piquante) et d'une couche de salade de chou (coleslaw).